# 百脉泉
百脉泉位于中国山东省济南市章丘市驻地的百脉泉公园龙泉寺内，七十二名泉之一，与趵突泉齐名并列。1986年章丘市委市政府以百脉泉为中心兴建百脉泉公园。
在百脉泉西北角建有一座因纪念宋代著名女词人李清照的清照园。
百脉泉属章丘八景之首。